# Defecto de masa
En física y química, el defecto de masa es la diferencia entre la masa de un átomo y la suma de las masas de sus componentes.
{\displaystyle \delta =masa\ total\ de\ nucleones-masa\ de\ nucleo\!}
Por ejemplo, la masa de un átomo de helio medida por observaciones experimentales es de 4.0026 u, sin embargo la suma de los 2 protones, neutrones y electrones que lo componen es de 4.033 u: el átomo tiene 0.0304u menos de masa que la suma de sus componentes. Esta diferencia sería la misma si el átomo no tuviera electrones, por lo que se suele hablar del defecto de masa de núcleos en vez de átomos.
{\displaystyle \delta =4.033u-4.0026u=0.0304u\!}
El defecto de masa de un núcleo está presente como energía, llamada energía de enlace. La energía podría convertirse en masa si el núcleo fuera a separarse y viceversa, ya que la masa-energía del defecto es equivalente a la del enlace.
Esta energía es una medida de las fuerzas que mantienen a los nucleones juntos, representa la energía que debe ser suministrada por el medio ambiente si el núcleo fuera a dividirse.

## Análisis matemático
Comparando las ecuaciones para el defecto de masa y energía de enlace:
{\displaystyle d(Z,N)=[M(Z,N)-Au]c^{2}\,\!}
{\displaystyle M(Z,N)=Zm_{p}+Nm_{n}-B(Z,N)/c^{2}\,\!}
se obtiene una expresión que relaciona los defectos de masa del protón y del neutrón con el defecto de masa d(Z,N) del núcleo.
{\displaystyle d_{p}=d(1,0)=[m_{p}-u]c^{2}\,\!}
{\displaystyle d_{n}=d(0,1)=[m_{n}-nu]c^{2}\,\!}
Se obtiene:
{\displaystyle M(Z,N)=Z[u+d_{p}/c^{2}]+N[u+d_{n}/c^{2}]-B(Z,N)/c^{2}=Au+d(Z,N)/c^{2}\,\!}
Entonces:
{\displaystyle (Z+N)u+Zd_{p}/c^{2}+Nd_{n}/c^{2}-B(Z,N)/c^{2}=Au+d(Z,N)/c^{2}\,\!}
Dado que A= Z+N, la energía de ligadura resulta ser, 
{\displaystyle B(Z,N)=Zd_{p}+Nd_{n}-d(Z,N)\,\!}
Ejemplo:
Si se comparan las masas de neutrones y protones en MeV con la del hidrógeno-2 (deuterio) ionizado se puede obtener la energía de ligadura. Se han utilizado las tablas del National Nuclear Data Center Archivado el 23 de septiembre de 2008 en Wayback Machine. y que una unidad de masa atómica (uma) o u corresponde a 931.944 MeV/c2
{\displaystyle B(Z,N)=[(m_{p}+m_{n})-m_{D}]c^{2}=(938.2720MeV+939.5653MeV)-2.014101u=2.2243MeV\,\!}
Como ejemplo adicional, el exceso de masa corresponde a lo siguiente. 
{\displaystyle d(1,1)=[M_{D}-Au]c^{2}=[2.014101u-2u]c^{2}=0.014101u=13.1357MeV\,\!}
Lo anterior confirma la diferencia entre estos criterios experimentales. También se obtiene un resultado positivo lo cual indica que existe una cierta cantidad de materia que en el proceso de formación del núcleo se ha transformado, mediante la famosa ecuación {\displaystyle E=mc^{2}}, en energía que liga el núcleo. Los datos de la masa nuclear y la energía de ligadura son fundamentales a la hora de estudiar los distintos procesos de decaimiento nuclear posibles (desintegración del núcleo en otro u otros de mayor energía de ligadura por nucleón).
Para el caso del deuterón podemos ver que la energía de ligadura repartida entre las partículas constituyentes es de aproximadamente 1 MeV, lo cual es relativamente poco, y de hecho se comprueba que se trata de un núclido poco ligado, que no posee estados excitados, por lo que un depósito de energía de esta magnitud lo desintegraría en neutrón y protón.
El valor máximo de energía de ligadura por nucleón se encuentra en la zona del hierro-níquel, con unos 8 MeV por partícula, por lo que éstos son los núcleos más ligados. Es decir que para átomos más pesados que el hierro la energía de ligadura repartida entre los nucleones  constituyentes de los núcleos (protones y neutrones) es menor. Esto significa además que ningún proceso de fusión nuclear puede ser exoenergético más allá de la zona del Fe o Ni, ya que llevaría a las partículas a un estado de menor ligadura, para lo cual se requiere energía.
Esto tiene repercusión en el desarrollo estelar, ya que una estrella no puede obtener energía fusionando núcleos más pesados que el hierro, por lo que cuando llega a este punto en su evolución, en la que ha agotado el combustible de fusión más ligero, como H, He, C, etc, se vuelve incapaz de generar energía que contenga su contracción gravitatoria, lo que la vuelve inestable.